# Reizker
Klassisch umfassen die Reizker (Lactarius sect. Deliciosi, Syn. L. sect. Dapetes) rot bis orange milchende Pilzarten aus der Gattung der Milchlinge. Inzwischen zählen zu dieser Gruppe auch Arten mit blaugrüner und weißer Milch.

## Merkmale
Die Edel- oder Blutreizker haben von Anfang an eine rötliche, bei nordamerikanischen Arten auch bläulich gefärbte Milch. Der Geschmack ist meist mild, manchmal auch unangenehm oder bitter, das Sporenpulver ist weiß. Gewöhnlich dienen nur Nadelbäume als Mykorrhizapartner. Alle Arten sind ungiftig und zum Braten geeignet. rDNA-Analysen zeigen, dass auch der Lärchen-Reizker in diese Gruppe gehört, obwohl er eine unveränderlich weiße Milch hat.

## Arten
| Reizker in Europa |                           |                                        |
| \| Deutscher Name \| Wissenschaftlicher Name \| Autorenzitat \| \| --------------------------------------------------------- \| ------------------------- \| -------------------------------------- \| \| Edel-Reizker \| Lactarius deliciosus \| (Linnaeus 1753 : Fries 1821) Gray 1821 \| \| Fichten-Reizker \| Lactarius deterrimus \| Gröger 1968 \| \| \| Lactarius fennoscandicus \| A. Verbeken & J. Vesterholt 1998 \| \| Indigo-Reizker \| Lactarius indigo \| (Schweinitz 1822) Fries 1838 \| \| Lärchen-Reizker \| Lactarius porninsis \| Rolland 1889 \| \| Wechselblauer Edel-Reizker oder Blaumilchender Reizker[2] \| Lactarius quieticolor \| Romagnesi 1958 \| \| Lachs-Reizker \| Lactarius salmonicolor \| R. Heim & Leclair 1953 \| \| Weinroter Kiefern-Reizker \| Lactarius sanguifluus \| (Paulet 1808) Fries 1838 \| \| Spangrüner Kiefern-Reizker \| Lactarius semisanguifluus \| R. Heim & Leclair 1950 \| |                           |                                        |
| Deutscher Name | Wissenschaftlicher Name   | Autorenzitat                           |
| Edel-Reizker | Lactarius deliciosus      | (Linnaeus 1753 : Fries 1821) Gray 1821 |
| Fichten-Reizker | Lactarius deterrimus      | Gröger 1968                            |
| | Lactarius fennoscandicus  | A. Verbeken & J. Vesterholt 1998       |
| Indigo-Reizker | Lactarius indigo          | (Schweinitz 1822) Fries 1838           |
| Lärchen-Reizker | Lactarius porninsis       | Rolland 1889                           |
| Wechselblauer Edel-Reizker oder Blaumilchender Reizker | Lactarius quieticolor     | Romagnesi 1958                         |
| Lachs-Reizker | Lactarius salmonicolor    | R. Heim & Leclair 1953                 |
| Weinroter Kiefern-Reizker | Lactarius sanguifluus     | (Paulet 1808) Fries 1838               |
| Spangrüner Kiefern-Reizker | Lactarius semisanguifluus | R. Heim & Leclair 1950                 |

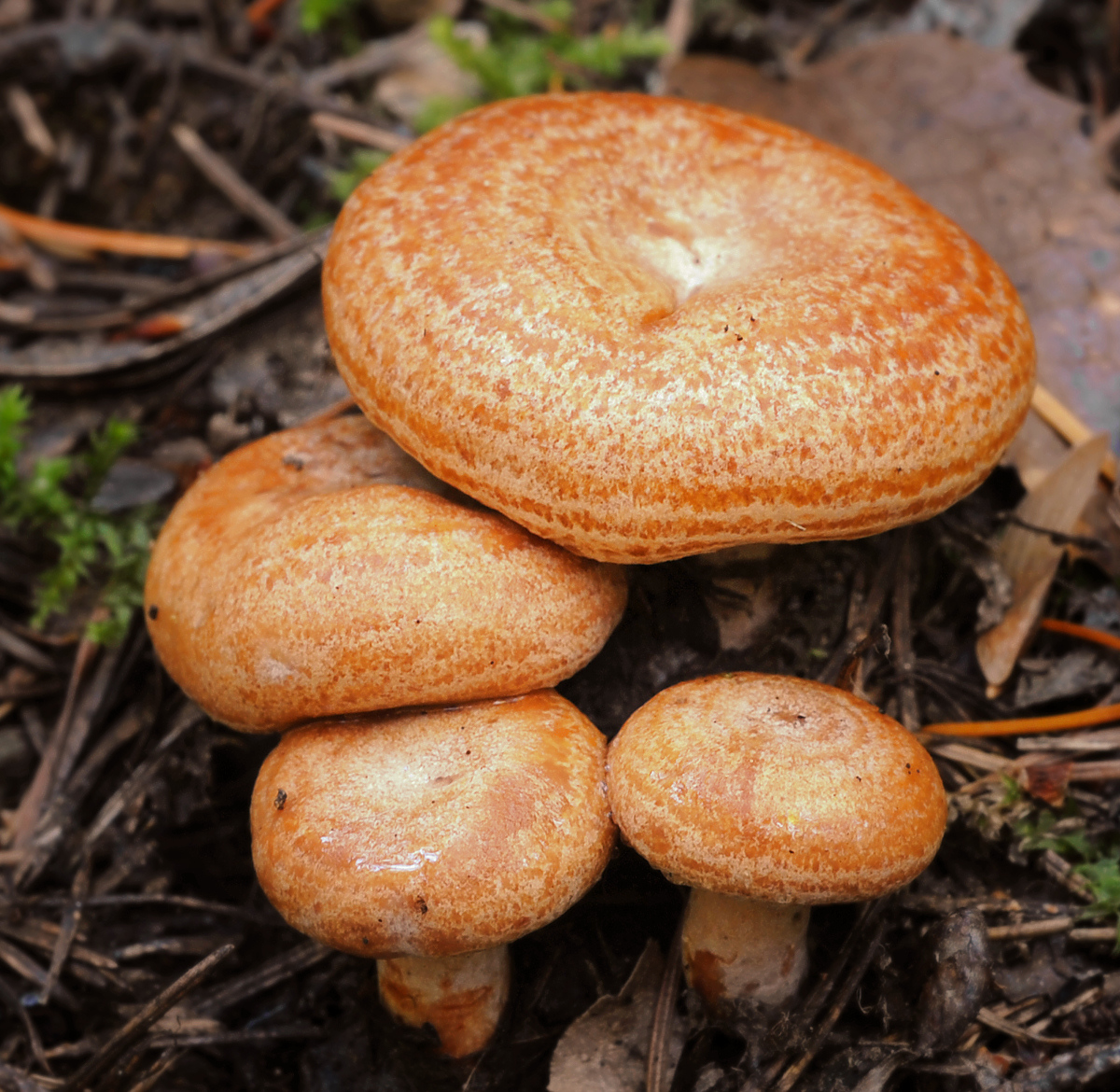
Edel-Reizker Lactarius deliciosus
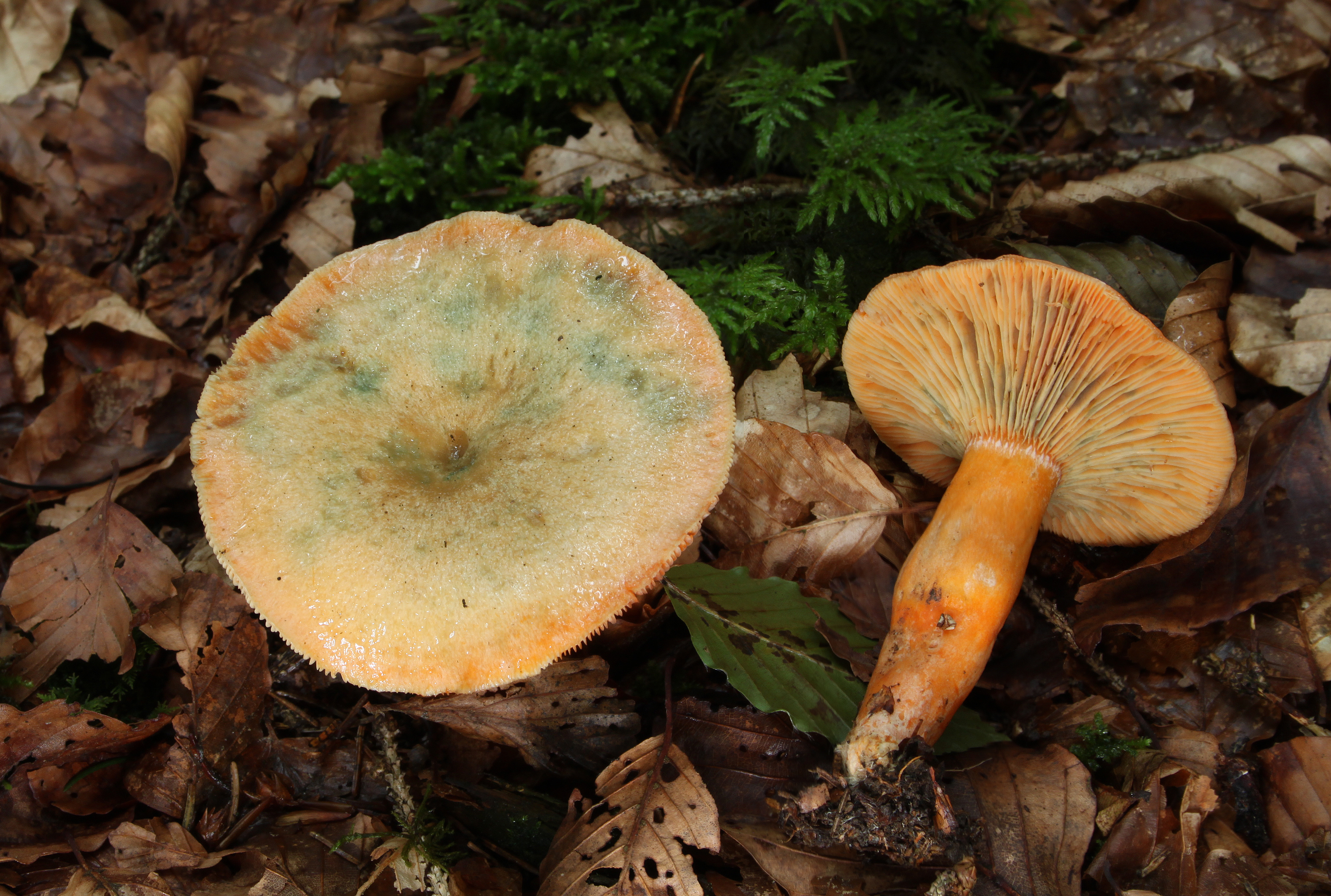
Fichten-Reizker Lactarius deterrimus
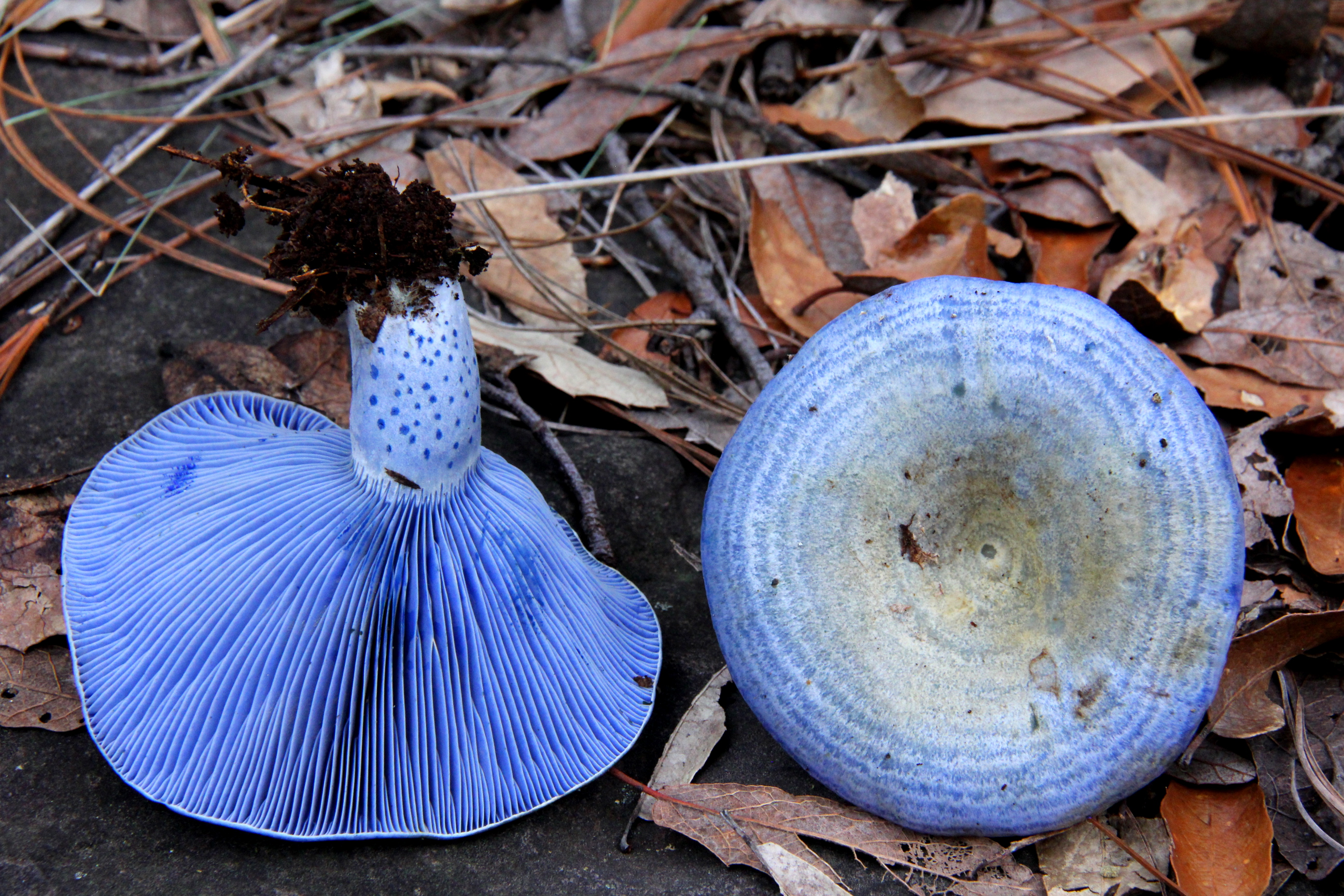
Indigo-Reizker Lactarius indigo
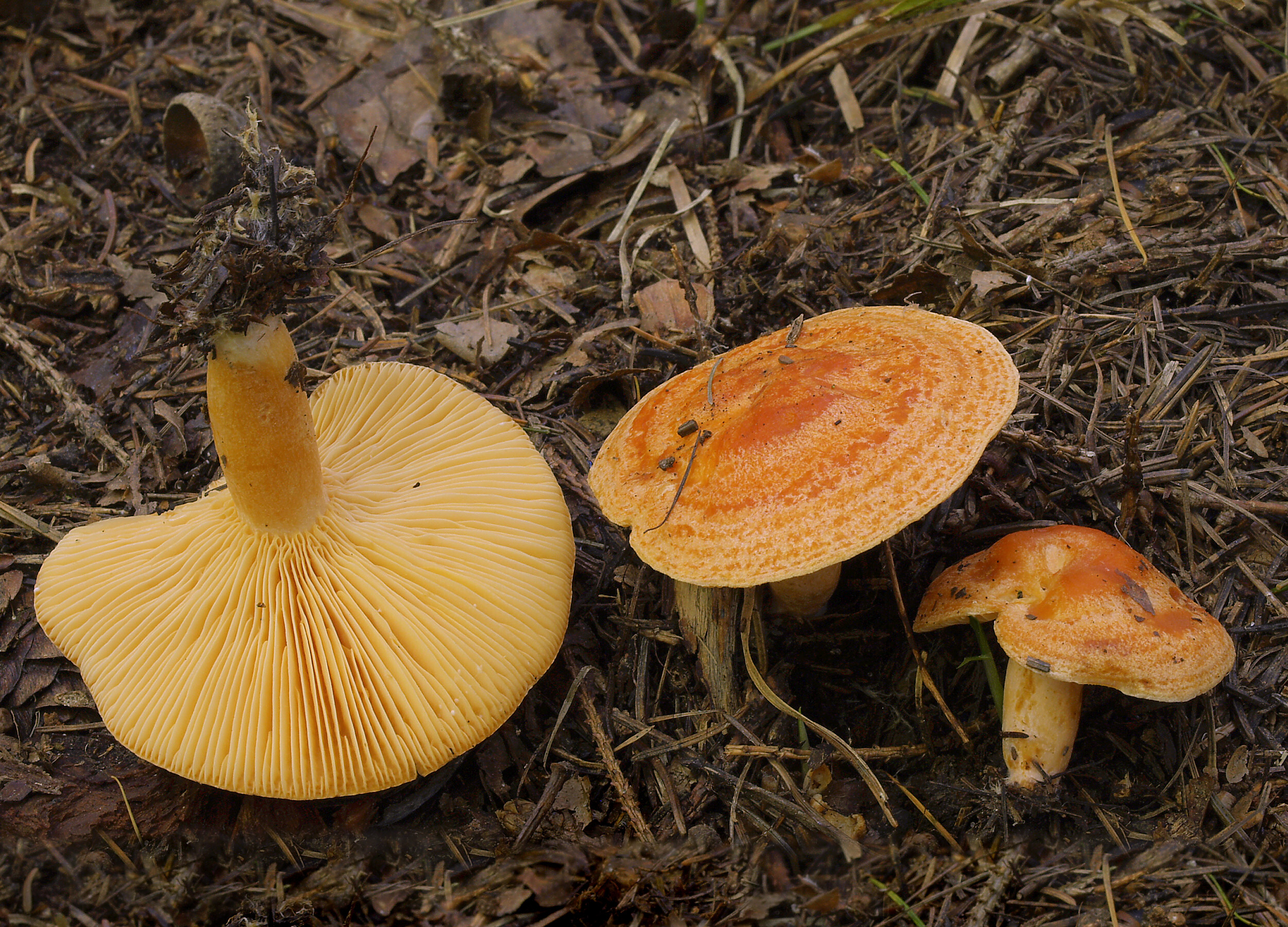
Lärchen-Reizker Lactarius porninsis
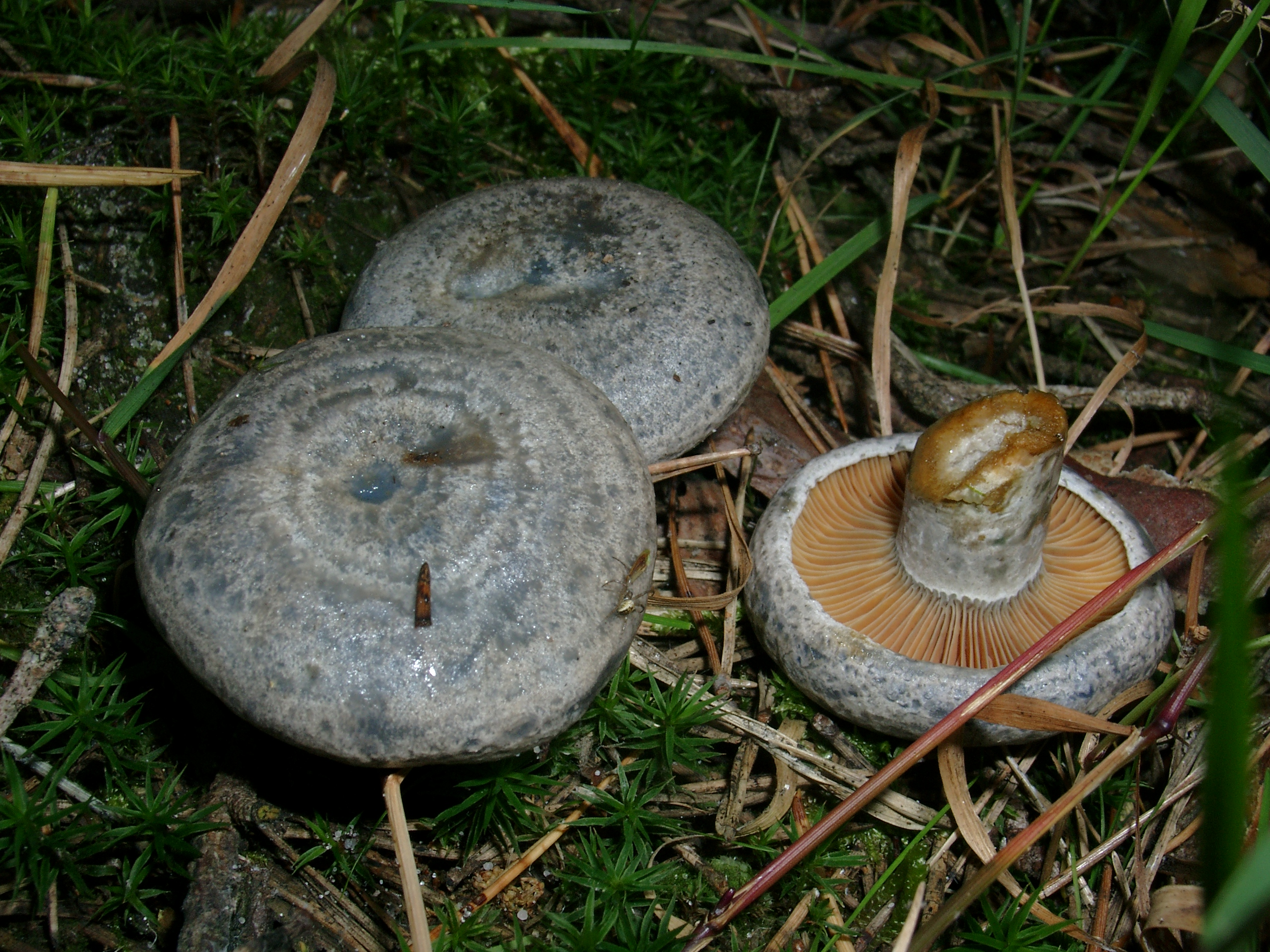
Wechselblauer Edel-Reizker Lactarius quieticolor
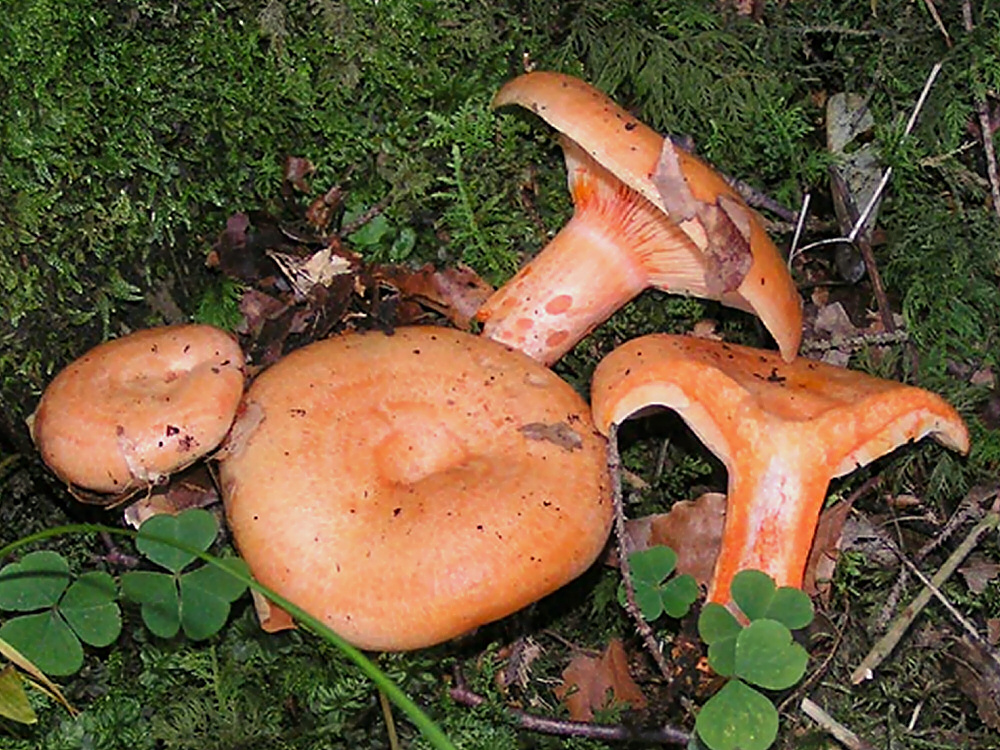
Lachs-Reizker Lactarius salmonicolor
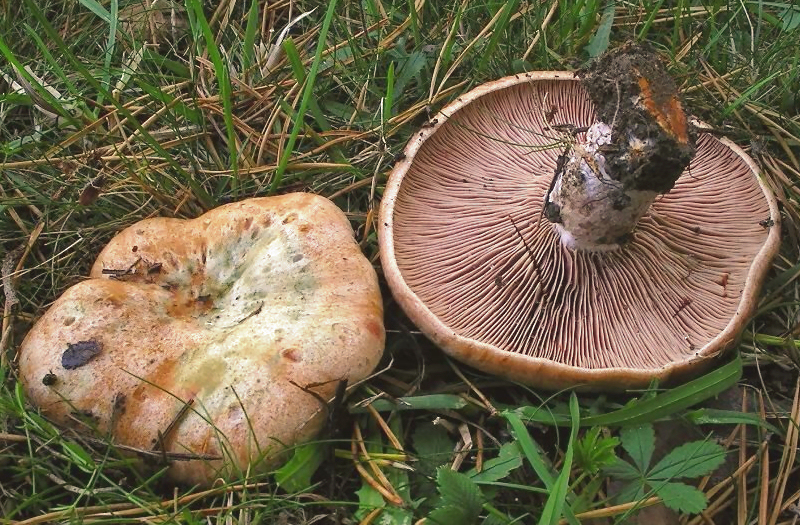
Weinroter Kiefern-Reizker Lactarius sanguifluus
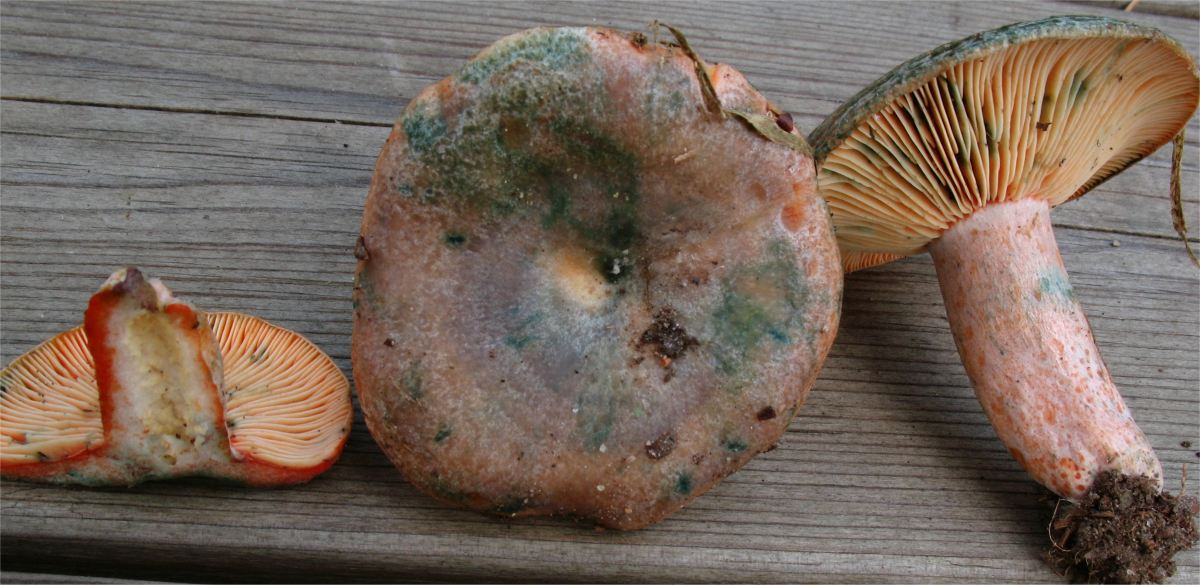
Spangrüner Kiefern-Reizker Lactarius semisanguifluus

## Bedeutung

### Farbstoffe
Da die Farbstoffe im Milchsaft der Reizker nierengängig sind, verfärbt sich der Urin nach einer Reizkermahlzeit entsprechend, was aber kein Symptom einer Pilzvergiftung oder sonstigen Krankheit, sondern eine völlig harmlose Erscheinung darstellt.

### Etymologie
Der deutsche Name Reizker ist ein Wort slawischen Ursprungs und lässt sich als „Rotmilchling“ übersetzen (russisch Рыжик ryzhik, рыжий ryzhij „rot, rostfarbig, rothaarig“, tschechisch ryzec). Da aber auch Arten mit nicht rötlicher Milch als Reizker bezeichnet werden, bezeichnet man die Vertreter der Sektion im Deutschen auch als Edel- oder Blutreizker.